# Мавзолей Баймырза аулие Мергенулы
Мавзоле́й Баймы́рза аулие́ Мергену́лы (каз. Баймырза әулие Мергенұлы кесенесі) — мавзолей, расположенный в сельском округе Каламкарасу, село Шубалан, Джангельдинский район, Костанайская область, Казахстан. Одно из самых почитаемых сакральных мест в Джангельдинском районе, располагается на высоком холме.
Баймырза-батыр — известный казахский батыр. Согласно местным народным преданиям, он обладал даром исцеления больных людей, за что народ прозвал его «Баймырза аулие», то есть «святой Баймырза». После его смерти в 1829 году, над его могилой был построен мавзолей, который в течение нескольких веков стал «святым мазаром», местом поклонения жителей Торгая. Несмотря на антирелигиозную политику в годы советской власти, к мавзолею приходили местные жители и отдавали дань памяти «святому батыру». Считается, что если больные люди заночуют у подножия мазара, то они выздоравливают, избавляясь от своих болезней.